# 峨眉后平鳅
峨眉后平鳅（学名：Metahomaloptera omeiensis）为平鳍鳅科后平鳅属的鱼类。在中国，分布于金沙江水系等。该物种的模式产地在四川乐山。

## 扩展阅读
維基物種上的相關：峨眉后平鳅